# Alfred Siegel
Alfred Georg Siegel (* 6. Februar 1903 in Schwoitsch bei Breslau; † unbekannt) war ein deutscher Radrennfahrer.

## Sportliche Laufbahn
Als Amateur wurde er 1926 Zweiter im Eintagesrennen Rund um die Hainleite hinter Otto Gugau.
Siegel war von 1929 bis 1935 Berufsfahrer. Er startete für die deutschen Radsportteams Brennabor und Opel. 1930 siegte er im Rennen Berlin–Cottbus–Berlin vor Ludwig Geyer und Felix Manthey. In der Deutschland-Rundfahrt gewann er eine Etappe. Siegel startete in der deutschen Nationalmannschaft in der Tour de France. Dabei belegte er mehrfach vordere Etappenplätze und wurde 33. der Gesamtwertung. Die Harzrundfahrt beendete er in jener Saison hinter Hermann Buse als Zweiter.
1931 bestritt er erneut die Tour de France. Bei den Etappenankünften belegte er mehrfach die Plätze 5, 6 und 7. Im Endklassement kam er auf den 23. Rang. Nach dem Zweiten Weltkrieg arbeitete er in der Verwaltung in einem Bergwerk in Nordrhein-Westfalen.